# العدن (ريمة)
العدن مدينة يمنية تقع شمال شرق ريمة في بني الواحدي بمديرية السلفية، وتبعد عن شمال مركز المديرية «الظلاع» بحوالي 3كم. وقد قامت المدينة المذكورة على هضبة جرانيتية بسند السفح الغربي لجبل مربش الواقع إلى شرقها على النصف الشمالي لحوض مديرية السلفية. وتبلغ مساحتها 12 هكتاراً تقريباً.

## لوحة تاريخية
بين مقتنيات المتحف الوطني بصنعاء تمثال برونزي يصور امرأة واقفة، يحمل الرقم MY1675، مصدره «قرية العدن» ـ فقرية العدن الحالية كانت في الماضي مدينة عظيمة، لا تعرف اسمها القديم. وقد أصطلح تسمية آثارها باسم القرية الحالية التي تقوم عليها، فسجلات الهيئة العامة للآثار تسميها بالاسم «موقع قرية العدن الأثري».

## خصائصها
موقعها المتميز حيث منحها امتيازات ثلاث:
1. قامت على نبع مائي يجري طوال العام
2.أن سطح الموقع شبة مستوية مؤهلة لإقامة مباني بأعداد كثيرة تفصلها ساحات وشوارع واسعة
3. يقع إلى شمالها حوض تحيط به جبال مكن سكانها بإنشاء مدرجات زراعية (وادي مدورة ـ حالياًً) يتم إروائها من سيول الجبال.

## الحرفة السائدة
أما الحرفة السائدة التي قامت عليها هذه المدينة ربما هي ممارسة التجارة أي أنها مدينة سوق؛ ويشهد على ذلك أفران النورة والمنتج الفخاري وتنوع الأدوات الأثرية إلى جانب المساحة الهائلة التي قامت عليها المدينة.

## التاريخ الأثري
تعتبر مدينة العدن أكبر مواقع آثار ريمة أكثرها قدماً وشهرة. يحتوي موقعها على أساسات مباني وبرك وقناة ري قديمة (تسمى حالياً كظيمة)، مدافن، مقابر قديمة، لقى أثرية متنوعة كتماثيل ومباخر ومساحيق، وحجارة منقوشة وكسر فخارية، وغيرها. يعود تاريخها إلى ما قبل الإسلام. كما شهدت المدينة استمرارية للاستيطان في العصر الإسلامي فشهدت أعمارا متزايد في عصر الدولة الرسولية أهمها مسجد قبة العدن.
ورغم عدم القيام بأي مسح وتنقيب أثري في الموقع، لمعرفة تاريخها وبداية الاستيطان فيها.. إلا أن بعض النشاطات الفردية التي قام بها بعض الأثريين استطاعوا من خلالها أعطاء تاريخ لبعض آثارها، كما منحتهم معرفة بعض جوانب تاريخ المدينة أهمها النشأة؛ فالتمثال البرونزي المذكور في مقدمة هذا المقال يقدر العروسي تاريخه إلى القرنين الـ3، الـ2 ق.م، وأقدم منه أساسات بني تعود إلى ما قبل القرن الـ3 ق.م، أي أن مدينة العدن تأسست قبيل الإسلام في عصر الممالك اليمنية القديمة. فإذا احتملنا أنها نشأت في القرن الـ4 ق.م فاعتبار ذلك من حمير مستحيلا، فعلى الرغم من حمير قامت على المرتفعات إلا أن قيامها كان سنة 115 ق.م أي متأخر بقرابة ثلاثة قرون من الزمان. إما إذا نسبنا نشأتها إلى مملكة أخرى فهي أما سبأ أو قتبان فقط.. فسبأ ذات المجد الغابر منذ القرن الـ8 ق.م صاحبة النفوذ والسيادة على المنطقة كلها، لكن نتائج المسوح والتنقيب الأثري كشفت أن ذلك النفوذ قد توقف عند القرن الـ5 ق.م فبعد هذا القرن شهدت سبأ تدهور حضاري، انحصرت سيطرتها إلى ما حول عاصمتها مارب خاصة خلال القرنين الـ3 والـ2 ق.م.
هذا يعني ربما قد تكون قتبان من أنشأ مدينة العدن خاصة وأن نتائج الأبحاث الأثرية التي شهدتها عاصمتها تمنع الواقعة على وادي حريب من قبل الأمريكيين في 50ـ1951م ثم آخرين ثم كانت آخر تلك الأبحاث منسوبة إلى البعثة الإيطالية الفرنسية التي بدأت أعمالها منذ 1999م أكدت أن قتبان شهدت منذ القرن ال5 ق.م تطور حضاري هائل وتوسع لأراضيها، جعلت الباحثين يصطلحون على العصر الواقع بين سنة 500،115 ق.م من تاريخ اليمن القديم بعصر السيطرة القتبانية. فربما تكون قتبان هي بالفعل من أسست العدن، وربما قد نجد نقش كتابي في موقع المدينة بلغة قتبان أو أي دليل أثري آخر يؤيد ما نحتمله.
هذا إذا ركزنا جهودنا بالحفاظ على سلامة الموقع من العبث والسرقة حتى تأتي الفرصة السانحة للمتخصصين في دراسة الموقع.